# ГТ-МУ
ГТ-МУ — радянський легкоброньований багатоцільовий гусеничний авіадесантований бронетранспортер-тягач підвищеної прохідності. Призначений для транспортування спеціального озброєння, перевезення особового складу, стрілецько-мінометного озброєння, боєприпасів та інших військових вантажів, розшуку, збору та евакуації поранених з поля бою, для ведення військової розвідки, зв'язку, а також буксирування причепів і витягування застряглих машин. Розроблений у конструкторському бюро Горьковського автомобільного заводу, серійно вироблявся на Заволзькому заводі гусеничних тягачів.

## Історія
Багатоцільовий транспортер-тягач (гусеничний легкоброньований авіадесантований бронетранспортер) ГТ-МУ (ГАЗ-73) був розроблений фахівцями Горьковського автозаводу (ГАЗ) в 1970 році. Базою для розробки ГТ-МУ став гусеничний транспортер ГТ-С (ГАЗ-47), чия компонувальна схема з рядом поліпшень стала основою для нової машини. У 1973 році почалися випробування перших зразків, а в 1974 році на Заволзькому заводі гусеничних тягачів (ЗЗГТ) стартував серійний випуск. Всюдиходи ГТ-МУ (ГАЗ-73) поставлялися в різні роди військ, зокрема до медичних підрозділів для транспортування поранених, у тому числі і до бригад Повітрянодесантних військ СРСР. Радянською армією ці машини широко застосовувалися під час ведення воєнних дій на території Афганістану і були затребувані до середини 1980-х років. У 1985 році ЗЗГТ припинив їх виробництво.
На базі ГАЗ-73 було розроблено кілька видів спеціальних машин: РХМ-2 і РХМ-2С (машини хімічної і бактеріологічної розвідки), а також СПР-1 (станція перешкод). Модифікаціями ГТ-МУ стали всюдиходи, що використовувалась в ролі топоприв'язувальників і станцій радіоперешкод на прикордонних заставах. Серед інших модифікацій — десантний транспортний засіб місткістю до 10 осіб, командно-штабна машина і розвідувальна хімічна машина.

## Модифікації
- ГТ-МУ 1 (ГАЗ-73/ГАЗ-3402) — з двигуном потужністю 123 к.с. Також використовувалися як машини прикордонних застав, топоприв'язувальників і станцій радіоперешкод
- ГТ-МУ 1Д (ГАЗ-73/ГАЗ-34025) — з двигуном ГАЗ-5441 потужністю 173 к.с. Десант — 8-10 чол. Вага — 6,57 т
- ГТ-МУ КШМ (ГАЗ-34025) — командно-штабна машина
- ГТ-МУ РХ (ГАЗ-73/ГАЗ-3402) — розвідувальна хімічна машина
- ГТ-МУ РХБ (ГАЗ-73/ГАЗ-3402) — розвідувальна хімічна машина
- РХМ-2 (ГАЗ-34025) — машина хімічної та бактеріологічної розвідки
- РХМ-2С (ГАЗ-73/ГАЗ-3402) — машина хімічної та бактеріологічної розвідки. З приладами ВПХР, ППХР, ДСА-12 (хімічної розвідки), ПРХР (хімічної і радіаційної), ДП-3Б і ДП-5В (радіаційної), АСП (біологічної)
- СПР-1 — радянська станція перешкод радіопідривачам 1Л21